# Ulrich Prill
Ulrich Prill (* 25. Januar 1960 in Düsseldorf; † 6. Juli 2010) war ein deutscher Romanist und Literaturwissenschaftler.

## Leben und Werk
Prill promovierte 1987 in Aachen bei Hans Felten mit "... - sind das nicht Zeichen der décadence?" Zur Textkonstitution des Fin de siècle am Beispiel Elémir Bourges: Le crépuscule des dieux (Bonn 1988). Er war dann wissenschaftlicher Mitarbeiter an der neu gegründeten Philosophischen Fakultät der Universität Chemnitz und habilitierte sich 1997 bei Joachim Leeker mit "Wer bist du - alle Mythen zerrinnen". Benito Pérez Galdós als Mythoklast und Mythograph (Bern 1999). Von 1999 bis 2001 war er Professor in Mainz/Germersheim, von 2001 bis 2010 Professor für romanische Philologie an der Westfälischen Wilhelms-Universität in Münster.

## Weitere Werke
- Dante, Stuttgart 1999 (Sammlung Metzler 318)
- "Mir ward alles Spiel". Ernst Jünger als homo ludens, Würzburg 2002
- (Hrsg. zusammen mit Anna-Sophia Buck, Marina Mariani und David Nelting) "Versos de amor, conceptos esparcidos ...". Diskurspluralität in der romanischen Liebeslyrik. Für Hans Felten, Würzburg 2003